# Vitnäbbad kokaburra
Vitnäbbad kokaburra (Dacelo gaudichaud) är en fågel i familjen kungsfiskare inom ordningen praktfåglar.

## Utbredning och systematik
Fågeln förekommer i låglänta områden på Nya Guinea, Aruöarna, Yapen och Västpapua. Den behandlas som monotypisk, det vill säga att den inte delas in i några underarter.

## Status och hot
Arten har ett stort utbredningsområde, men tros minska i antal, dock inte tillräckligt kraftigt för att den ska betraktas som hotad. Internationella naturvårdsunionen IUCN listar arten som livskraftig (LC).